# 新得町農道離着陸場

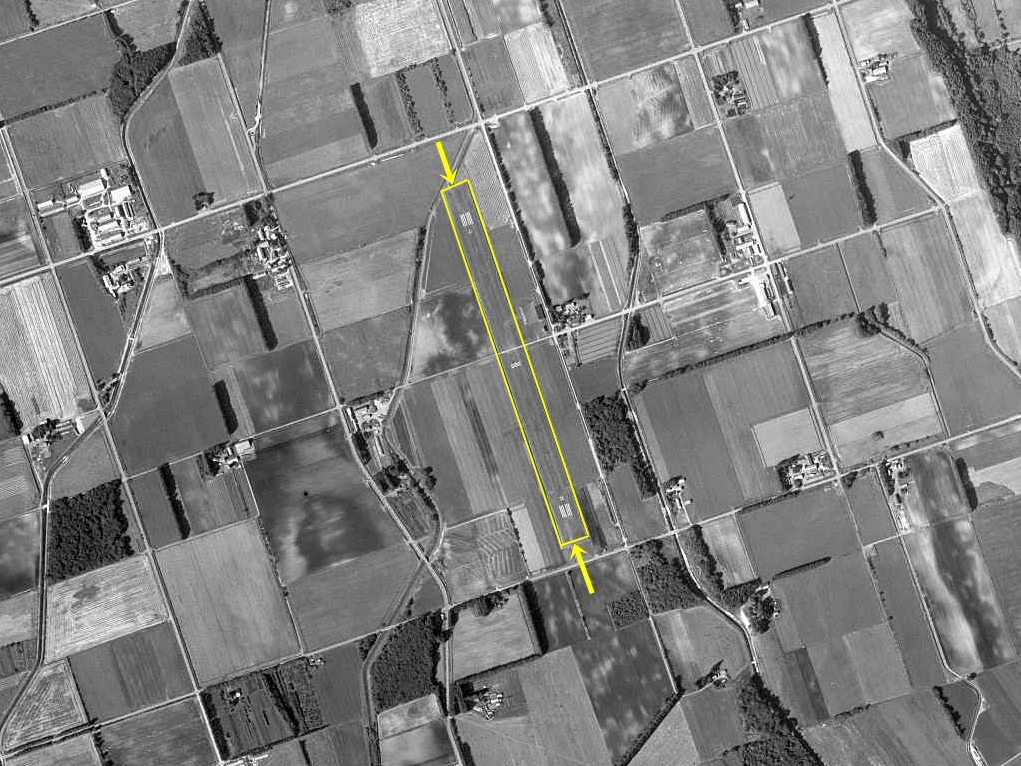
新得町農道離着陸場の空中写真（2000年）
- 黄線と矢印で位置を強調

新得町農道離着陸場（しんとくちょうのうどうりちゃくりくじょう）は、北海道上川郡新得町字上佐幌にある農道離着陸場。
北海道や新得町などが国の補助を得て建設し、1992年（平成4年）7月に開場した。農道離着陸場としての正式名称は「十勝西部地区（新得）農道離着陸場」。他の農道離着陸場のような愛称はない。道内で最初に運用が開始された農道離着陸場である。

## 概要
正式開場の前年、1991年（平成3年）8月に1次舗装が完成。翌月9月2日にチャーター機で仙台空港との間で輸送実験が行われた。
1992年（平成4年）4月に新得町が90％を出資して設立した「西十勝フライト農業公社」によって、開場した同年7月より、仙台空港経由で東京や東北方面に地場の農産物を運んでいたが、現在は採算面で当初の目的で利用されることはない。
同地周辺の農作業車両が滑走路を大きく迂回しなくて済むよう、常時滑走路を横断できる車道がある。施設は2006年3月まで「西十勝フライト農業公社」が管理しており、同公社の廃止以降は新得町産業課農政係が継承している。
かつて、旅行会社主催により、大型バスなどの運転体験ができる「大型車運転体験ツアー in 農道空港」が同地で実施された。

## 施設
- 開場：1992年（平成4年）7月
- 施設：管理棟一棟（地上1階建て一部2階建）・その他1棟
- 駐機方式：オープンエプロン方式、
- 管理者：新得町産業課農政係（2006年3月西十勝フライト農業公社廃止）
- 運用期間：5月 - 12月

- 十勝西部地区離着陸場看板
- 滑走路35側を望んだ遠望